# Nuhu Ribadu

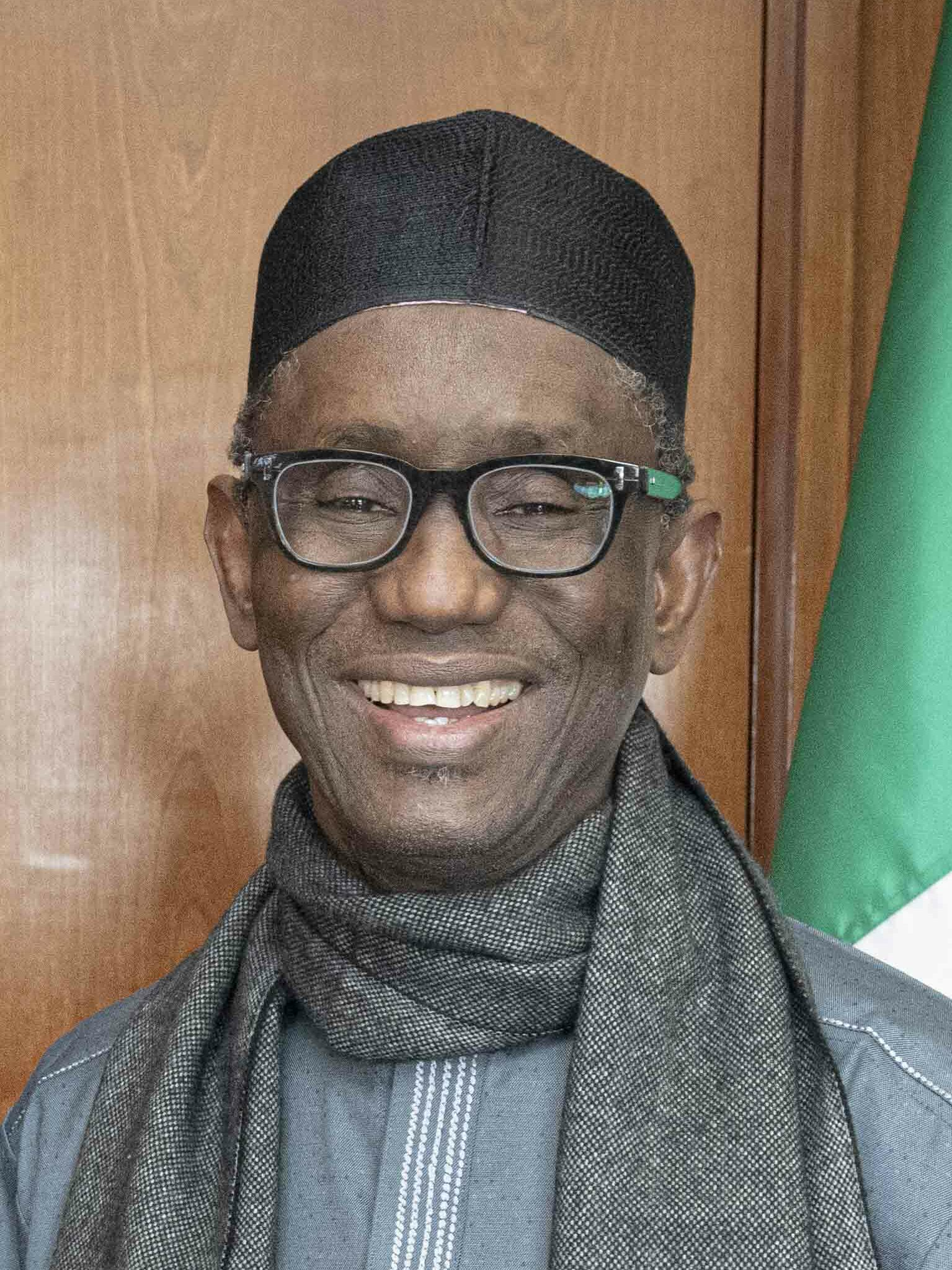
Nuhu Ribadu

Nuhu Ribadu är en nigeriansk korruptionskämpe och före detta ordförande för Economic and Financial Crimes Commission.
Under de första 18 år av hans karriär arbetade han för polisen. Han tillsattes som ordförande för Economic and Financial Crimes Commission år 2003 av president Olusegun Obasanjo. Han tog över 1000 fall av korruption till domstol. Innan dess hade inget bolag i Nigeria dömts för mutor. Efter att Umaru Musa Yar'Adua blivit president 2007 tvingades Ribadu att avgå, och flydde utomlands efter två mordförsök.
Han har kritiserats för att enbart jaga Olusegun Obasanjos fiender.
Han ställde senare upp som presidentkandidat.